# Risen
Risen је акцијска игра са елементима фантазијске игре улога коју је програмирала немачка компанија Piranha Bytes и издала компанија Deep Silver. Игра је намењена за једног играча.
Следеће игре у серији после ове су Risen 2: Dark Waters и Risen 3: Titan Lords.

## Прича
Прича игре је смештена на острву Фаранга које је инспирисано Сицилијом. Околина је углавном планинска, са разним климама и медитеранском вегетацијом. На острву се налази један активни вулкан. Острво настанују разна бића. Имена људи са острва подсећају на имена из Шпанске инквизиције у Сицилији и Норманског периода. На острву постоје два велика насеља, Харбур Град, којим управља Дон Естебан, вођа бандита и Манастир, место на ком студенти и чаробњаци усавршавају своје знање о магији. Широм острва такође се налазе и мала насеља као што су фарме и ловачки кампови.
Након што је човечанство искористило магију против богова, тиме су пробудили Титане, који су пре били заробљени од стране богова. На острву Фаранга, из земље су се уздигле прастаре руине које су омогућавале приступ разним подземним тунелима као што су катакомбе и лагуми. Острво окружују сталне олује и те олује никада не начине штету на самом острву.
Верујући да се на острву Фаранга крије начин за победу над Титанима, високи инквизитор Мендоза води своју војску на острво, преузима Харбур Град, терајући Дона Естебана и његову армију ван града и користи Манастир као место на ком ће да тренира нове регруте. Он такође почиње са својом армијом да истражује руине и скупља артефакте из њих. Мендоза забрањује неауторизоване људе да излазе нити да улазе у град. Ако се неко пронађе ван града, одмах се одводи у Манастир на обуку.